# اورلیو گونزالس پونته
اورلیو گونزالس پونته (اسپانیایی: Aurelio González Puente‎؛ زادهٔ ۲۶ ژوئیهٔ ۱۹۴۰) دوچرخه‌سوار اهل اسپانیا است.  وی در مسابقات تور دو فرانس و جیرو دیتالیا شرکت کرده است.